# Siegfried Reiß
Siegfried Reiß (* 17. November 1957 in Weißwasser) ist ein ehemaliger deutscher Eishockeyspieler.

## Werdegang
Seine Eltern gingen mit ihm 1959 von der Deutschen Demokratischen Republik in die Bundesrepublik Deutschland, später wuchs er in Kanada auf.
1976 kam Reiß nach Deutschland zurück und spielte bis 1980 für den Oberligisten EC Hannover. Bei den Niedersachsen machte sich der Stürmer als Torjäger einen Namen und erzielte in seinen beiden letzten Jahren in Hannover insgesamt 80 Treffer.
Im Juni 1980 wechselte Reiß für eine Ablösesumme von 22 000 D-Mark zum Hamburger SV, der gerade in die 2. Bundesliga aufgestiegen war. In Hamburg begann er eine Lehre zum Installateur. Er blieb in Hamburg, obwohl der HSV im Sommer 1980 seinen Verzicht auf den Zweitligaaufstieg vermeldete. Der Stürmer wurde als schnell, wendig, schussstark und hitzköpfig beschrieben. Reiß spielte bis 1982 in Hamburg und ging noch während der Saison 1981/82 zum Berliner SC in die Bundesliga. Ab der Saison 1982/83 spielte Reiß ebenfalls in der Bundesliga für den Schwenninger ERC und blieb bis 1984.
Von 1984 bis 1988 stand er in Diensten des Zweitligisten BSC Preussen, spielte 1987/88 zeitweilig auch beim EC Hannover in der Oberliga. Er blieb bis 1994 beim EC, spielte von 1994 bis 1996 beim EHC Salzgitter, 1996/97 wieder beim EC Hannover und 1998/99 beim KEV Hannover. Als Trainer war Reiß von 1999 bis 2001 beim KEV Hannover und 2016/17 bei der Regionalliga-Mannschaft der Hannover Scorpions tätig.
Seine Söhne André und Daniel sind ebenfalls Eishockeyspieler. Sein Bruder Dieter Reiß spielte ab 1982 ebenfalls in Deutschland.